# Yardibi
Yardibi ist ein Ortsteil (Mahalle) im Landkreis Saimbeyli  im Nordosten der türkischen Provinz Adana mit 606 Einwohnern (Stand: Ende 2024). Im Jahr 2011 hatte Yardibi 818 Einwohner. Yardibi liegt 20 km südlich der Kreisstadt Saimbeyli auf ca. 1000 m über dem Meeresspiegel.